# Passada (futbol americà)

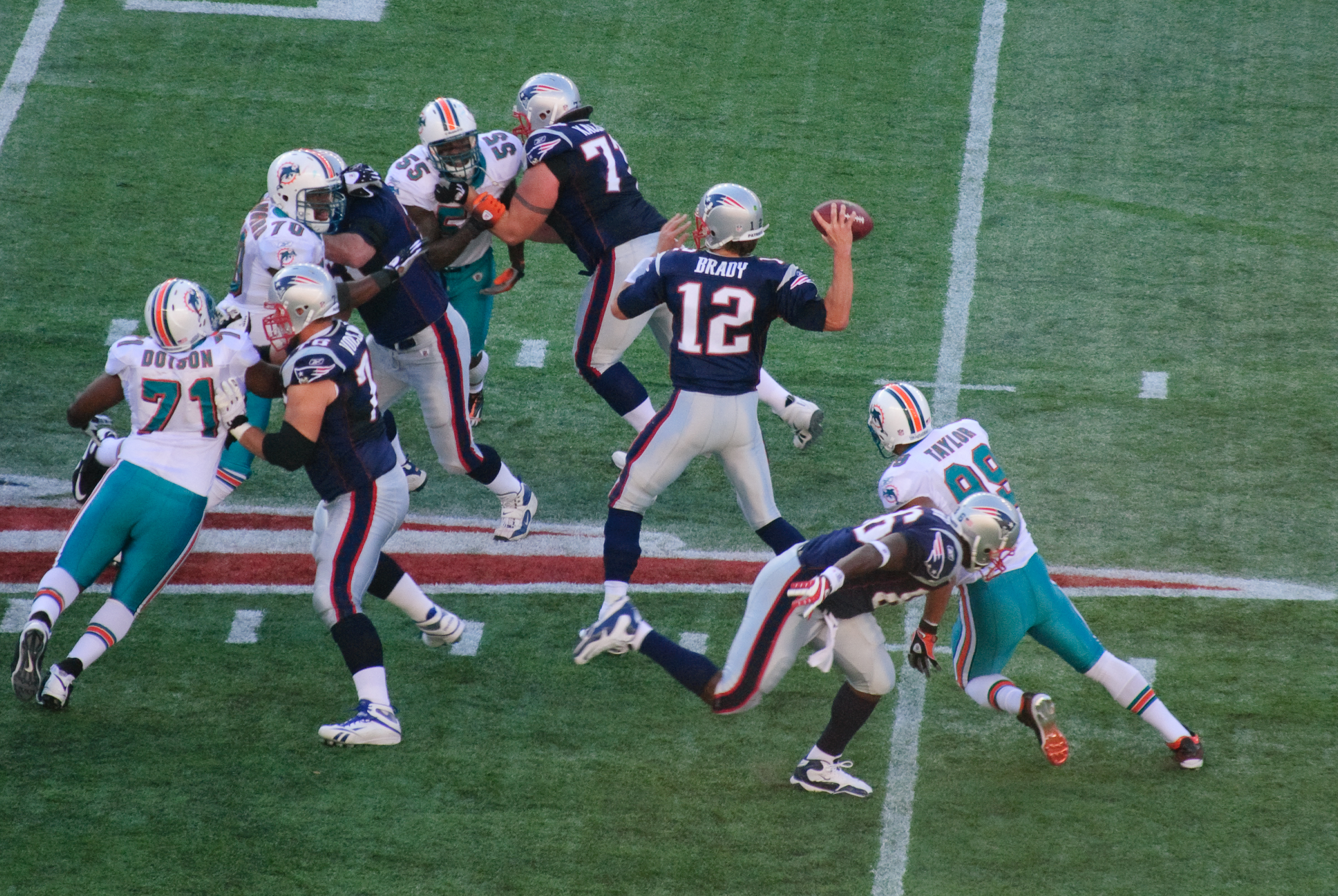
El rerequart (12) Tom Brady a punt de fer una passada.

En futbol americà, una passada, en anglès forward pass, és una jugada en la que el jugador que té la pilota (normalment el rerequart), i que està situat darrera de la línia de scrimmage, fa un llançament de la pilota cap endavant a un dels seus companys, amb la intenció d'avançar el màxim número de iardes possible i assolir un touchdown.
Un cop el rerequart rep l'esnap de part del central, corre unes iardes enrere per donar temps als seus companys a córrer, i després llença la passada cap al company escollit segons la jugada prèviament concertada amb l'entrenador. El jugador que fa la passada normalment serà el rerequart, i els que la reben han de ser corredors, ales tancats o, el més habitual, receptors (el jugadors de la línia ofensiva no poden rebre una passada). La pilota ha d'anar de passador a receptor sense tocar el terra (encara que sigui tocada o desviada per un jugador defensiu es considerada pilota en joc fins que toca terra). Per que sigui considerada passada completa el jugador ha de fer-se amb la possessió de la pilota i tocar amb els dos peus a terra; després de rebre la passada la funció del receptor és intentar arribar a la zona d'anotació o, com a mínim, avançar cap a ella el màxim possible. Si el receptor no aconsegueix rebre la passada o ho fa però de manera il·legal (per exemple, tocant amb un peu fora del terreny de joc) es considera passada incompleta.
Cal destacar que una passada és legal sempre que es faci per darrere de la línia de scrimmage, però si el rerequart (o el jugador que ha de fer la passada) ha anat cap endavant i ha creuat aquesta línia, només pot fer passades laterals o enrere.